# Mike Frantz
Mike Frantz (Saarbrücken, 14 de octubre de 1986) es un exfutbolista alemán que jugaba de centrocampista.

## Clubes
| Club                 | País     | Año       |
| -------------------- | -------- | --------- |
| Borussia Neunkirchen | Alemania | 2005-2006 |
| 1. F. C. Saarbrücken | Alemania | 2006-2008 |
| 1. F. C. Núremberg   | Alemania | 2008-2014 |
| S. C. Friburgo       | Alemania | 2014-2020 |
| Hannover 96          | Alemania | 2020-2022 |
| 1. F. C. Saarbrücken | Alemania | 2022-2023 |